# Dieter Enderlein
Dieter Enderlein (ur. 19 maja 1944 w Merchweiler, zm. 20 stycznia 2004 we Frankfurcie) – niemiecki lekkoatleta, sprinter, medalista mistrzostw Europy z 1966. W czasie swojej kariery reprezentował Republikę Federalną Niemiec.
Zdobył brązowy  medal w sztafecie 4 × 100 metrów na mistrzostwach Europy w 1966 w Budapeszcie (sztafeta RFN biegła w składzie: Hans-Jürgen Felsen, Gert Metz, Enderlein i Manfred Knickenberg).
Był mistrzem RFN w sztafecie 4 × 100 metrów w 1965, 1966 i 1967 oraz wicemistrzem w biegu na 100 metrów w 1963.
Kilkakrotnie poprawiał rekord RFN w sztafecie 4 × 100 metrów do wyniku 39,3 s (16 września 1967 w Kijowie).